# Bóbitás papagáj
A bóbitás papagáj (Lophopsittacus mauritianus) a madarak (Aves) osztályának papagájalakúak (Psittaciformes) rendjéhez és a papagájfélék (Psittacidae) családjához tartozó kihalt faj.

## Előfordulása
Mauritius területén volt honos. A természetes élőhelye szubtrópusi vagy trópusi nedves síkvidéki erdőkben volt. Ideje nagy részét a talajon töltötte, ez okozta vesztét is. 
Kihalásának valószínű oka az emberek által behurcolt állatok voltak, elsősorban a patkányok. 1680-ig vannak beszámolók a madárról.[forrás?]

## Megjelenése
Hetven centiméteres testhosszával a Föld mindenkori legnagyobb papagája volt. 
Tollazata szürke vagy kék volt. Jókora és erőteljes csőre fölött tollbokréta díszítette.